# Rolf Berend

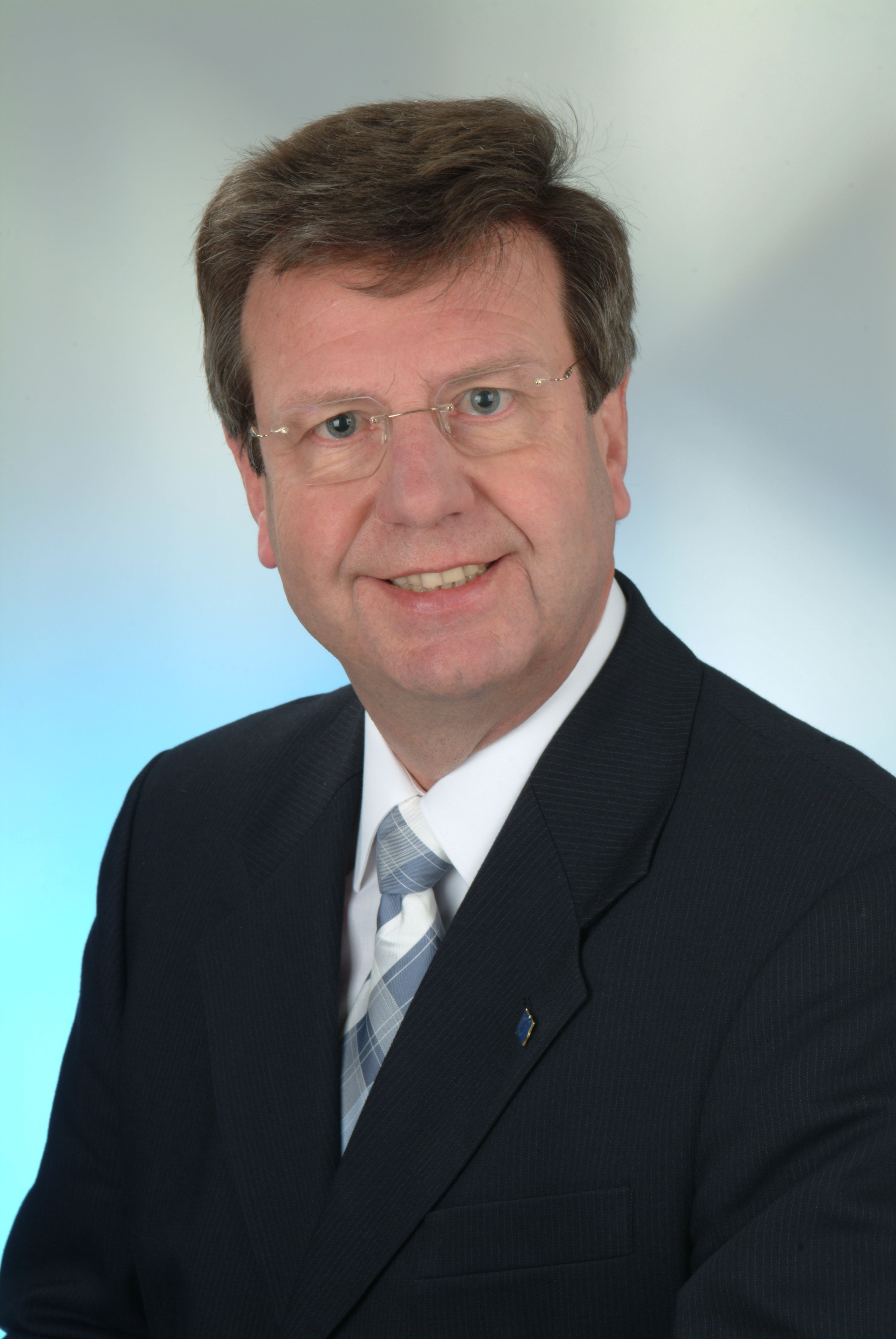
Rolf Berend, 2008

Rolf Berend (* 1. Oktober 1943 in Gernrode/Eichsfeld) ist ein deutscher Politiker (CDU).

## Leben und Beruf
Nach dem Abitur absolvierte Berend ein Studium der Musikerziehung und Germanistik an der Friedrich-Schiller-Universität Jena und der Universität Leipzig, das er 1966 als Diplomlehrer beendete. Danach war er bis 1990 als Lehrer tätig. Er ist verheiratet und hat drei Kinder.

## Partei
Berend trat 1974 in die CDU ein und gehörte ab 1990 den Vorständen des CDU-Landesverbandes Thüringen sowie des CDU-Kreisverbandes Eichsfeld an. Er war seit 1992 Vorsitzender des Landesfachausschusses Europa und europapolitischer Sprecher der CDU in Thüringen. Von 1989 bis 2019 gehörte er dem Gemeinderat seines Heimatortes Gernrode an und war von März bis Oktober 1990 Mitglied der ersten frei gewählten Volkskammer der DDR. Seit 2009 ist er Landesvorsitzender der Senioren-Union Thüringen, Mitglied des Bundesvorstandes und Exekutivkomitees der Europäischen Senioren-Union in Brüssel. Er war Mitglied des Kreistages des Landkreises Eichsfeld und stellvertretender Fraktionsvorsitzender der CDU-Fraktion von 2009 bis 2019. Seit 1992 ist er Mitglied im CDU-Bundesfachausschuss „Europapolitik“ in Bonn / Berlin.

## Abgeordneter
Nachdem er von 1990 bis 1994 zunächst Abgeordneter mit Beobachterstatus gewesen war, wurde Berend 1994 bis 2009 ordentliches Mitglied des Europäischen Parlaments. Ab 1996 wurde er stellvertretender Obmann für Regionalpolitik der EVP/ED-Fraktion. Berend gehörte außerdem seit 1999 dem Vorstand der EVP/ED-Fraktion an und war stellvertretender Vorsitzender des Ausschusses für Regionalpolitik und Regionale Entwicklung. Darüber hinaus gehörte Berend der Delegation in der Paritätischen Parlamentarischen Versammlung AKP-EU an.

## Gesellschaftliche Ämter
Nachdem er ab 1993 Landesvorsitzender der Europa-Union in Thüringen war, ist Berend seit 2002 deren Ehrenvorsitzender. Von 2004 bis 2012 gehörte Berend dem Zentralkomitee der deutschen Katholiken an und seit 2008 ist er berufendes Mitglied im Katholikenrat des Bistums Erfurt. In seiner Heimatgemeinde ist Berend seit 1972 Chorleiter des Gesangvereins Concordia und war von 1966 bis 2020 Vorsitzender/Präsident des Gernröder Karnevalvereins (GKV).

## Ehrungen
2000 erhielt er das Bundesverdienstkreuz am Bande. 2018 verlieh ihm die Bundeskanzlerin die Konrad-Adenauer-Medaille der CDU Senioren-Union. 2020 wurde er Ehrenbürger der Gemeinde Gernrode.